# Snowball (Rebelión en la granja)
Snowball es un personaje de la novela de George Orwell Rebelión en la granja, el cual cree en una revolución continua. Se lo considera una representación de León Trotski, antiguo líder de la revolución rusa, posteriormente perseguido y asesinado por órdenes del dictador Stalin. En el libro, siempre intenta mantener en vigencia lo que dijo el Viejo Mayor. Pero a medida que pasa la historia, este tiene que huir de la granja, porque Napoleón lo intentó matar por traición.

Bandera de Granja Animal diseñada por Snowball.

Guarda relación con Emmanuel Goldstein de la novela 1984 del mismo autor, ya que este personaje también es considerado una representación del León Trotski.
Snowball logró una granja en la cual no existía la violencia y todos los animales tenían igualdad ante todo.
Napoleón siempre acusaba a Snowball cuando algo malo pasaba, pero desde que este se exilia nunca más se le vuelve a ver en el libro, exceptuando cuando Napoleón sospechaba que Snowball se ocultaba en granjas cercanas.
- Datos: Q9078359